# 40 f.Kr.
40 f.Kr. var ett normalår som började en fredag i den proleptiska julianska kalendern, men i verkligheten antingen ett normalår som började en torsdag, fredag eller lördag, eller ett skottår som började en torsdag eller fredag i den julianska kalendern (se skottårsfelet i den julianska kalendern för mer information).

## Händelser

### Efter plats

#### Romerska republiken
- Överenskommelsen fördraget i Brundisium undertecknas mellan Octavianus och Marcus Antonius, varvid Romarriket delas mellan dem och Marcus Aemilius Lepidus. Detta födrag förstärks ytterligare genom att Antonius gifter sig med Octavianus syster Octavia Minor.

#### Grekland
- Filosofen Athenodoros möter ett spöke i Aten. Detta är en av historiens första berättelser om poltergeistar.

#### Judeen
- Parterna erövrar Jerusalem, varvid Hyrcanus II avlägsnas från makten, medan Mattathias Antigonos blir kung av Judeen under partiskt styre. Herodes den store flyr Jerusalem till Rom, där han av Marcus Antonius får titeln kung av Judeen.

## Födda
- Kleopatra Selene och Alexander Helios, tvillingar till Kleopatra VII av Egypten och Marcus Antonius

## Avlidna
- Maj – Gaius Claudius Marcellus Minor, romersk politiker
- Fulvia, hustru till Publius Clodius Pulcher och Marcus Antonius